# Match de football Brésil – Uruguay (1950)
Le match de football Brésil - Uruguay est la dernière rencontre de la poule finale de la Coupe du monde de football 1950, décisive pour l'attribution du titre mondial, et oppose les deux premières équipes au classement, les seules encore en lice pour le titre. Par conséquent il est considéré comme la finale de la Coupe du monde 1950. Le match se déroule au Stade Maracanã de Rio de Janeiro au Brésil le 16 juillet 1950 devant une affluence record de près de 200 000 spectateurs. 
Cas unique dans l'histoire des Coupes du monde, la compétition de 1950 se déroule en effet en formule championnat (poules) sur deux tours et ne comprend donc pas de matchs à élimination directe. Le vainqueur de cette Coupe du monde est celui qui termine en tête du classement de la poule finale à la fin de la compétition.
Les deux sélections qui jouent ce match, le Brésil et l'Uruguay, sont séparées d'un seul point (4 points pour le Brésil, 3 pour l'Uruguay) au moment du coup d'envoi. Pour être sacré à domicile, le Brésil peut se contenter d'un match nul, tandis que l'Uruguay est dans l'obligation de gagner pour soulever à nouveau la Coupe Jules Rimet. C'est la différence essentielle avec une finale classique : il n'y a pas de prolongation possible, ni de tirs au but, le titre est attribué de manière certaine dans tous les cas après quatre-vingt-dix minutes. Le Brésil aborde ainsi la rencontre en confiance avec un léger avantage.
La victoire de l'Uruguay par 2 buts à 1, malgré l'ouverture du score des Brésiliens, est considérée comme l'une des grandes surprises de l'histoire du football. Ce match est connu au Brésil comme le « Maracanaço » en français : « Le choc du Maracanã », et est encore vécu comme un drame pour la nation brésilienne, qui depuis n'évolue plus en blanc mais en jaune et vert. Pour la Copa América 2019, le Brésil a décidé de revêtir, à nouveau, ce fameux maillot blanc.

## Contexte

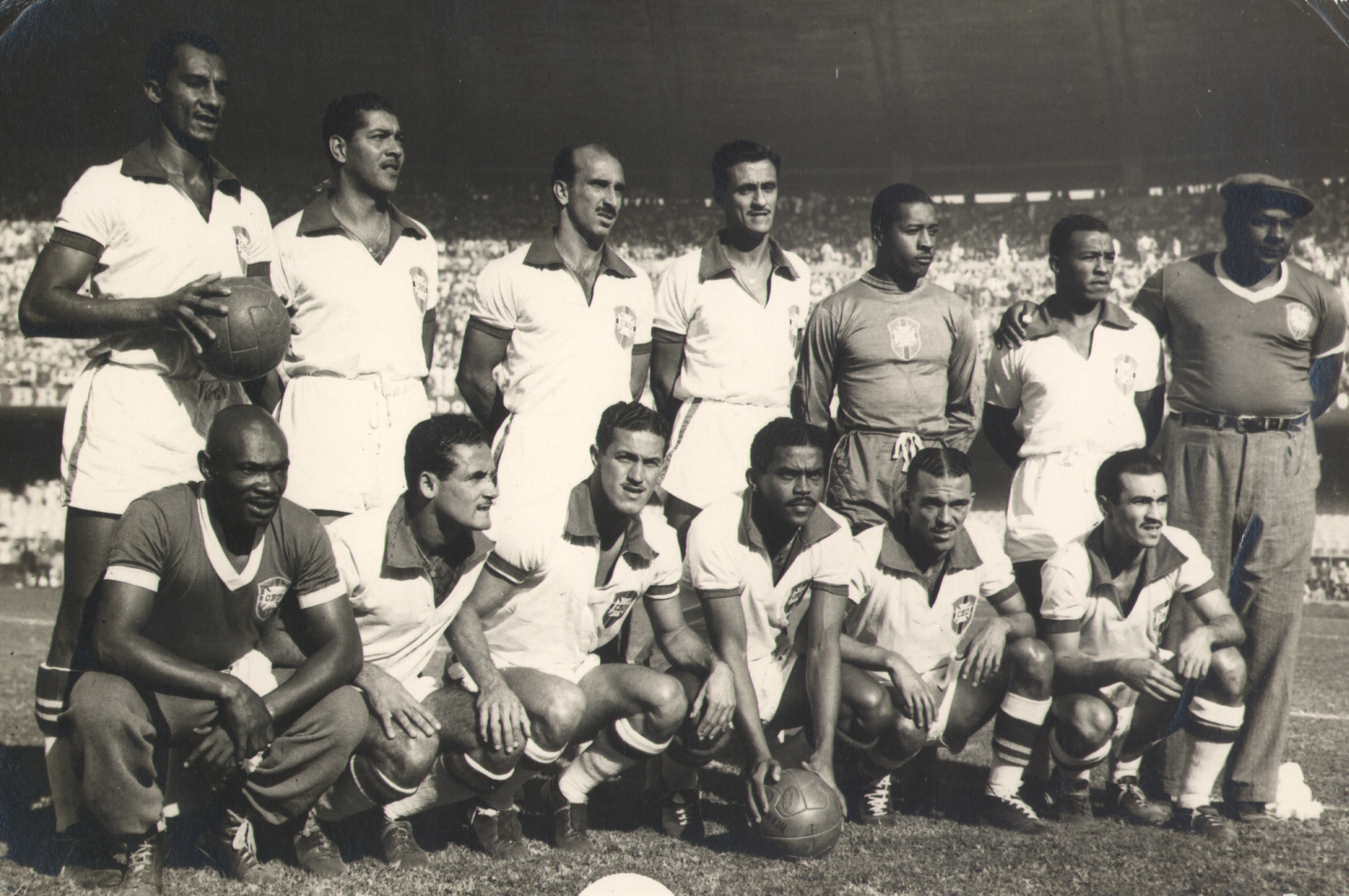
L'équipe du Brésil en 1950.

La poule finale disputée entre quatre équipes sur trois journées ne comprenait pas de finale proprement dite, mais le "hasard" du calendrier et les résultats des journées précédentes ont fait en sorte que la dernière rencontre de la Coupe du monde oppose les deux premières équipes au classement (assurées de terminer aux deux premières places de ce Championnat du monde), donc les deux seules encore en course pour le titre mondial. Pour toutes ces raisons le match Brésil-Uruguay est considéré comme une véritable finale. De ce fait, il s'agit de la première finale du Brésil, et de la dernière finale sans pays européen. Un match nul aurait donné le titre au Brésil.
Uruguay et Brésil s'étaient opposés à trois reprises au mois de mai, deux mois avant la compétition, dans le cadre de la Copa Rio Branco. L'Uruguay l'avait emporté une fois (4-3), le Brésil deux (2-1/1-0); les deux équipes étaient donc équivalentes et contrairement à l'Espagne et à la Suède (largement battues par le Brésil), les Uruguayens étaient habitués aux défis des grands stades sud-américains.

## Déroulement du match
Le Brésil engage les hostilités avec un tir d’Ademir, le meilleur buteur de cette coupe du monde, à la 3e minute. L’Uruguay contre-attaque immédiatement avec un tir de Pérez, qui est difficilement arrêté par Barbosa à la 10e minute. Les vingt minutes suivantes sont à l'avantage des Brésiliens. Les locaux dominent le match, jusqu’à une frappe lointaine de Miguez (meilleur buteur uruguayen de la compétition) qui s’écrase sur le poteau de Barbosa à la 38e minute. Les Brésiliens se créent leur dernière grosse occasion de la première mi-temps, avec une frappe d’Ademir qui finit au-dessus de la transversale à la 41e minute. À la mi-temps, le score est toujours de 0-0, les Brésiliens se sont procuré 17 occasions, tandis que les Uruguayens se sont contentés de bien défendre, comme Ghiggia l’expliquera plus tard. 
Deux minutes après la reprise, les Uruguayens cèdent. Zizinho sert Ademir qui centre pour Friaça qui marque le premier but de la rencontre pour le Brésil. Le Maracanã est en ébullition : les Brésiliens, qui peuvent se contenter d'un nul, mènent au score et se rapprochent du titre. À la 61e minute, Ademir tente d’obtenir un penalty par la ruse après un contact avec un de ses coéquipiers dans la surface de réparation de Roque Máspoli, mais l’arbitre, George Reader, ne se laisse pas berner. Comme une sorte de justice immanente, les Brésiliens sont punis cinq minutes plus tard par le but égalisateur de Schiaffino qui fait douter le Maracanã. Les Uruguayens démontrent qu'ils sont eux aussi capables de marquer et donc de gagner. Au lieu de jouer la prudence en se repliant en défense pour conserver un nul qui leur donnerait le titre mondial, les Brésiliens repartent à l’assaut des cages de Máspoli à la 70e minute. À la 79e minute, après un une-deux avec Pérez, Ghiggia trompe Barbosa et donne l'avantage à l'Uruguay. Le précédent but avait fait douter le Maracana, celui-ci le fera taire. Il reste une dizaine de minutes à jouer, l’équipe brésilienne est sonnée et ne parvient pas à revenir au score, en dépit d’une frappe de Chico à la 87e minute et d’un ultime corner à la 89e minute. L'Uruguay bat finalement le Brésil 2-1 et remporte, comme l'Italie douze ans plus tôt, son deuxième titre mondial en deux participations. 
| 16 juillet 1950 15h00     | Brésil               | 1 - 2   | Uruguay                                          | Maracana, Rio de Janeiro                                              |                                                                       |
| Historique des rencontres | ( Ademir) Friaça 47e | (0 - 0) | 66e Schiaffino (Ghiggia ) · 79e Ghiggia (Pérez ) | Spectateurs : 199 854 · Arbitrage : George Reader · Photos du match · | Spectateurs : 199 854 · Arbitrage : George Reader · Photos du match · |
| Historique des rencontres | (Résumé)             |         |                                                  | Spectateurs : 199 854 · Arbitrage : George Reader · Photos du match · | Spectateurs : 199 854 · Arbitrage : George Reader · Photos du match · |

|  | Titulaires : Barbosa Augusto Juvenal Amarijo Bauer Danilo Bigode Friaça Zizinho Ademir Jair Chico Entraîneur : Flávio Costa | Finale de la Coupe du monde 1950 |  | Titulaires : Roque Máspoli Matías González Eusebio Tejera Schubert Gambetta Obdulio Varela Víctor Rodríguez Andrade Alcides Ghiggia Julio Pérez Oscar Míguez Juan Alberto Schiaffino Rubén Morán Entraîneur : Juan López Fontana |

## Conséquences
L'expression « choc du Maracanã » n'a rien d'hyperbolique. En effet la défaite du Brésil à domicile a des conséquences humaines immédiates, puisqu'elle entraîne une vague de suicides dans tout le pays, ainsi que dans le stade, où au moins un supporter se serait donné la mort en se jetant du haut des gradins après le coup de sifflet final,,,. L'angoisse, la désillusion (le Brésil menait au score, et il lui suffisait d'un match nul pour décrocher la coupe) et finalement la déception créée par la rencontre, entraînent aussi une hausse significative d'une nombre d'infarctus du myocarde (3 personnes meurent d'une crise cardiaque rien que dans le stade,), faisant ainsi du but de Ghiggia le plus meurtrier de l'histoire du football. Seul le suicide du très populaire président Getúlio Vargas (surnommé le « père des pauvres »), 4 années plus tard, suscitera un tel émoi dans le pays.  
Personne n'avait envisagé que le Brésil, soutenu par tout un peuple, puisse être battu sur son terrain par l'Uruguay, même si la Celeste avait déjà démontré sa capacité à répondre présent lors des grands rendez-vous en remportant deux titres olympiques ainsi que la première Coupe du monde, organisée en Uruguay vingt années auparavant. Pas même Jules Rimet (président de la FIFA de 1921 à 1954 et inventeur de la Coupe du monde), qui ne s'était pas préparé pour une cérémonie consacrant une victoire uruguayenne,,,. Ayant prévu un discours en portugais, il doit finalement se frayer un chemin dans la foule pour remettre en catimini le trophée au capitaine de la sélection uruguayenne, : le numéro 5, Obdulio Varela. 
Marcos Guterman, auteur du livre O Futebol explica o Brasil (en français : « Comment le Football explique le Brésil »), décrira le Maracanaço comme une  « tragédie raciale » . Une analyse qui est également partagée par le champion du monde 1970, Paulo César. En effet après la défaite face à la Celeste (composée presque exclusivement de joueurs blancs), les joueurs noirs servirent de boucs émissaires et furent désignés comme responsables de la défaite, si bien qu'à la coupe du monde 1954, l'équipe du Brésil ne comptait presque plus aucun joueur noir ou métis. Bigode, le défenseur afro-brésilien, était en effet coupable au marquage sur le deuxième but uruguayen. Mais c'est bien le gardien noir Moaçir Barbosa, dont l'anticipation sur le but de Ghiggia a été fatale à la Seleçao, qui fera l'objet des plus vives critiques. Celui qui était encore considéré comme le meilleur gardien du monde en activité avant le match, terminera sa vie en paria. Devenu un symbole de malchance, on lui refusera l'accès au camp d'entraînement de la Seleçao à Teresopolis, alors qu'il était venu pour encourager l'équipe en vue du mondial 1994 organisé aux États-Unis. Pire, alors qu'il avait décidé de se reconvertir en commentateur sportif, le président de la confédération brésilienne Ricardo Teixeira refusa qu'il commente un match à cause de cette finale perdue. Seule la cuisante défaite du Brésil face à l'Allemagne (1-7), au Mineirão de Belo Horizonte en demi-finale de la coupe du monde 2014, suffira à faire oublier le but encaissé par Barbosa,,,, lavant par la même occasion l'honneur du portier brésilien. Cependant celui-ci ne sera jamais réhabilité de son vivant, puisque décédé en 2000 des suites d'une insuffisance respiratoire. Il déclara peu avant sa mort : « Au Brésil, la peine maximale est de trente ans, moi, j’ai été condamné à perpétuité. ».  
D'autres joueurs de la "finale" de 1950, comme Juvenal, Bigode, Chico et le capitaine Augusto, mirent fin à leur carrière internationale immédiatement après la défaite. Seuls le latéral gauche Nílton Santos et le gardien remplaçant Castilho firent à la fois partie de l'équipe perdante de 1950 et des équipes victorieuses de 1958 et 1962. Il faut cependant rappeler que, bien que membres de l'équipe, ils ne prirent part à aucun match de la coupe du monde 1950. 
Traumatisée, l'équipe du Brésil ne disputa aucun match pendant deux ans, et ne refoula la pelouse du Maracanã qu'en 1954.

## Sources

Le Maracanã en 1950, et ses 199854 places de capacité.

1. ↑  (en) Football's 20 Greatest Upsets, Soccerphile
2. ↑  « La Seleçao jouera-t-elle encore en jaune après Brésil-Allemagne ? », sur Direct Matin.fr, 9 juillet 2014 (consulté le 7 février 2015).
3. 1 2 3  Maracanaço « Le choc du Maracanã » - L'Équipe
4. ↑  (es) « Yo hice un gol en una final de la Copa del Mundo Alcides Ghiggia.flv », sur youtube.com (consulté le 2 septembre 2018).
5. 1 2 3  « Coupe du Monde de la FIFA, Brésil 1950 - Matches - Uruguay-Brésil - FIFA.com », sur fr.fifa.com (consulté le 2 septembre 2018).
6. ↑  « 1950 : L'Uruguay vingt ans après », sur ici.radio-canada.ca, 5 mai 2014 (consulté le 2 septembre 2018).
7. 1 2  “Le Maracanazo: une tragédie brésilienne et le Mondial de 1950,” Écrit par Matthew Schorr (2013), World Cup 2014, Soccer Politics Blog, Duke University, http://sites.duke.edu/wcwp/world-cup-2014/world-cup-2014-fan-guide/francophone-version/le-mondiale-en-1950-une-tragedie-bresilienne/ (accessed on (02/09/2018)).
8. 1 2  Christian Boveda, « 10 stades de foot mythiques », sur blog.esl.fr, 14 novembre 2014 (consulté le 2 septembre 2018).
9. ↑  "Become an instant expert... on Brazilian football" - BBC.
10. ↑  "World Cup: 25 stunning moments: Uruguay's 1950 triumph v Brazil" - The Guardian.
11. 1 2  Nicolas Bourcier, « Maracana, le stade maudit », sur lemonde.fr, 11 juillet 2014 (consulté le 2 septembre 2018).
12. ↑  Nicolas Cougot, « 16 juillet 1950 : L'Uruguay endeuille le Brésil », sur lucarne-opposee.fr, 16 juillet 2018 (consulté le 2 septembre 2018).
13. 1 2 3 4 5  « La Veritable Histoire Des Coupes Du Monde DOC FRENCH », sur youtube.com, France 3, 9 juin 2014 (consulté le 2 septembre 2018).
14. ↑  « Barbosa, grandeur et décadence d'une icône », sur fr.fifa.com, 30 janvier 2014 (consulté le 2 septembre 2018).
15. ↑  Laurent Vergne, « Pour le Maracanazo, Moacir Barbosa a pris perpétuité », 10 juin 2014 (consulté le 11 juin 2014).
16. ↑  Folha de São Paulo:Foi mais vergonhoso que 50, diz casal formado no Maracanazo. Publié le 9 juillet 2014
17. ↑  Jornal Folha do Sul: A redenção de Barbosa 64 anos depois. Publié le 16 juillet 2014
18. ↑  Globo Esporte: Filha de Barbosa lembra goleiro e diz: "Ele não passou essa vergonha". Publié le 9 juillet 2014
19. ↑  (pt) Diego Garcia, « Do Maracanazo à maior humilhação da história: filha de Barbosa, enfim, enterra maldição de 1950 », 9 juillet 2014 (consulté le 2 septembre 2018).
20. ↑  sportv.globo.com: Homenagens marcam enterro de Barbosa em Praia Grande Publié le 8 avril 2000